# Француска на Светском првенству у атлетици у дворани 2014.
Француска је учествовала на Светском првенству у атлетици у дворани 2014. одржаном у Сопоту од 7. до 9. марта петнаести пут, односно учествовала је на свим првенствима до данас. Репрезентацију Француске представљало је седам такмичара (5 мушкарца и 2 жене), који су се такмичили у четири дисциплине.,
На овом првенству Француска је по броју освојених медаља заузела 7. место са три освојене медаље (по једна од сваке боје). Поред тога оборена су 3 лична рекорда. У табели успешности према броју и пласману такмичара који су учествовали у финалним такмичењима (првих 8 такмичара) Француска је са 4 учесника у финалу заузела 11. место са 26 бодова.
| Плас. | Земља     | 1. место | 2. место | 3. место | 4. место | 5. место | 6. место | 7. место | 8. место | Бр. финал. | Бод. |
| ----- | --------- | -------- | -------- | -------- | -------- | -------- | -------- | -------- | -------- | ---------- | ---- |
| 11.   | Француска | 1        | 1        | 1        | 1        | 0        | 0        | 0        | 1        | 4          | 26   |

## Учесници
| Мушкарци: - Јоан Ковал — 3.000 м - Паскал Мартино-Лагард — 60 м препоне - Гарфил Дарјен — 60 м препоне - Жером Клавје — Скок мотком - Кевин Меналдо — Скок мотком | Жене: - Синди Било — 60 м препоне - Елоаз Лезије — Скок удаљ |  |

## Освајачи медаља (3)

### Злато (1)
- Елоаз Лезије — Скок удаљ

### Сребро (1)
- Паскал Мартино-Лагард — 60 м препоне

### Бронза (1)
- Гарфил Дарјен — 60 м препоне

## Резултати

### Мушкарци
| Атлетичар             | Дисциплина   | Лични рекорд | Квалификације                   | Квалификације                   | Полуфинале  | Полуфинале | Финале               | Финале               | Детаљи |
| Атлетичар             | Дисциплина   | Лични рекорд | Резултат                        | Место                           | Резултат    | Место      | Резултат             | Место                | Детаљи |
| --------------------- | ------------ | ------------ | ------------------------------- | ------------------------------- | ----------- | ---------- | -------------------- | -------------------- | ------ |
| Јоан Ковал            | 3.000 м      | 7:44,26      | Дисквалификован по чл. 163.3(б) | Дисквалификован по чл. 163.3(б) |             |            | Није се квалификовао | Није се квалификовао |        |
| Паскал Мартино-Лагард | 60 м препоне | 7,45         | 7,56 КВ                         | 1. у гр. 2                      | 7,50 КВ     | 2. у гр. 1 | 7,46                 |                      |        |
| Гарфил Дарјен         | 60 м препоне | 7,53         | 7,56 КВ                         | 2. у гр. 4                      | 7,52 КВ, ЛР | 1. у гр. 2 | 7,47 ЛР              |                      |        |
| Жером Клавје          | Скок мотком  | 5,81         |                                 |                                 |             |            | 5,55                 | 10 / 12              |        |
| Кевин Меналдо         | Скок мотком  | 5,75         | 5,55                            | 11 / 12                         |             |            |                      |                      |        |

### Жене
| Атлетичарка  | Дисциплина   | Лични рекорд | Квалификације | Квалификације | Полуфинале | Полуфинале | Финале   | Финале      | Детаљи |
| Атлетичарка  | Дисциплина   | Лични рекорд | Резултат      | Место         | Резултат   | Место      | Резултат | Место       | Детаљи |
| ------------ | ------------ | ------------ | ------------- | ------------- | ---------- | ---------- | -------- | ----------- | ------ |
| Синди Било   | 60 м препоне | 7,93         | 7,87 КВ, ЛР   | 1. у гр. 3    | 7,89 КВ    | 2. у гр. 2 | 7,89     | 4 / 29 (30) |        |
| Елоаз Лезије | Скок удаљ    | 6,90 НР      | 6,63 кв       | 7. у гр. 2    |            |            | 6,85     |             |        |